# Basket-ball en fauteuil roulant
Le basket-ball en fauteuil roulant, couramment appelé basket fauteuil ou handibasket, est un handisport dérivé du basket-ball. C'est un des plus vieux handisports.

## Historique
C'est vers la fin de la Seconde Guerre mondiale, à la fois aux États-Unis et à l'hôpital de Stoke Mandeville au Royaume-Uni, que des soldats blessés à la guerre ont joué pour la première fois à des sports collectifs en fauteuil roulant. Aux États-Unis, les handicapés moteurs se sont tout de suite mis à jouer au basket-ball, tandis qu'à Stoke Mandeville, sous l'impulsion du Dr Ludwig Guttmann, ils jouaient au netball en fauteuil roulant.
Les Pan Am Jets, une équipe formée des employés handicapés de Pan Am, ont effectué de nombreux déplacements dans le monde et ont largement contribué au développement du basket-ball en fauteuil roulant. En 1955, ils se sont rendus aux jeux mondiaux de Stoke Mandeville (ISMG) où ils ont gagné la médaille d'or haut la main, malgré une controverse sur les règles applicables et le nombre de points à accorder par panier. Ce fut la fin du netball en fauteuil roulant, et à partir de 1956 le basket-ball en fauteuil roulant s'imposa à Stoke Mandeville.
Aujourd'hui, ce sport est pratiqué dans plus de 80 pays du monde entier. 

## Règles
Le basket-ball en fauteuil roulant suit les règles de la Fédération internationale de basket-ball adaptées par la Fédération internationale de basket-ball en fauteuil roulant (IWBF). Le fauteuil est considéré comme faisant partie du corps du joueur et les fautes sont donc adaptées en conséquence. Il y a également l’interdiction de sortir une partie du bas du corps afin de gagner un avantage. La règle du marcher a également été adaptée : le joueur doit dribbler à toutes les deux poussées données au fauteuil roulant, chaque contact avec une ou les deux roues étant pris en compte.
Un match est divisé en quatre périodes (quart-temps) de dix minutes chacune. Chaque équipe est composée de cinq membres. Le but de chaque équipe est, comme au basket valide, de marquer le plus grand nombre de points.

## Équipement et terrain

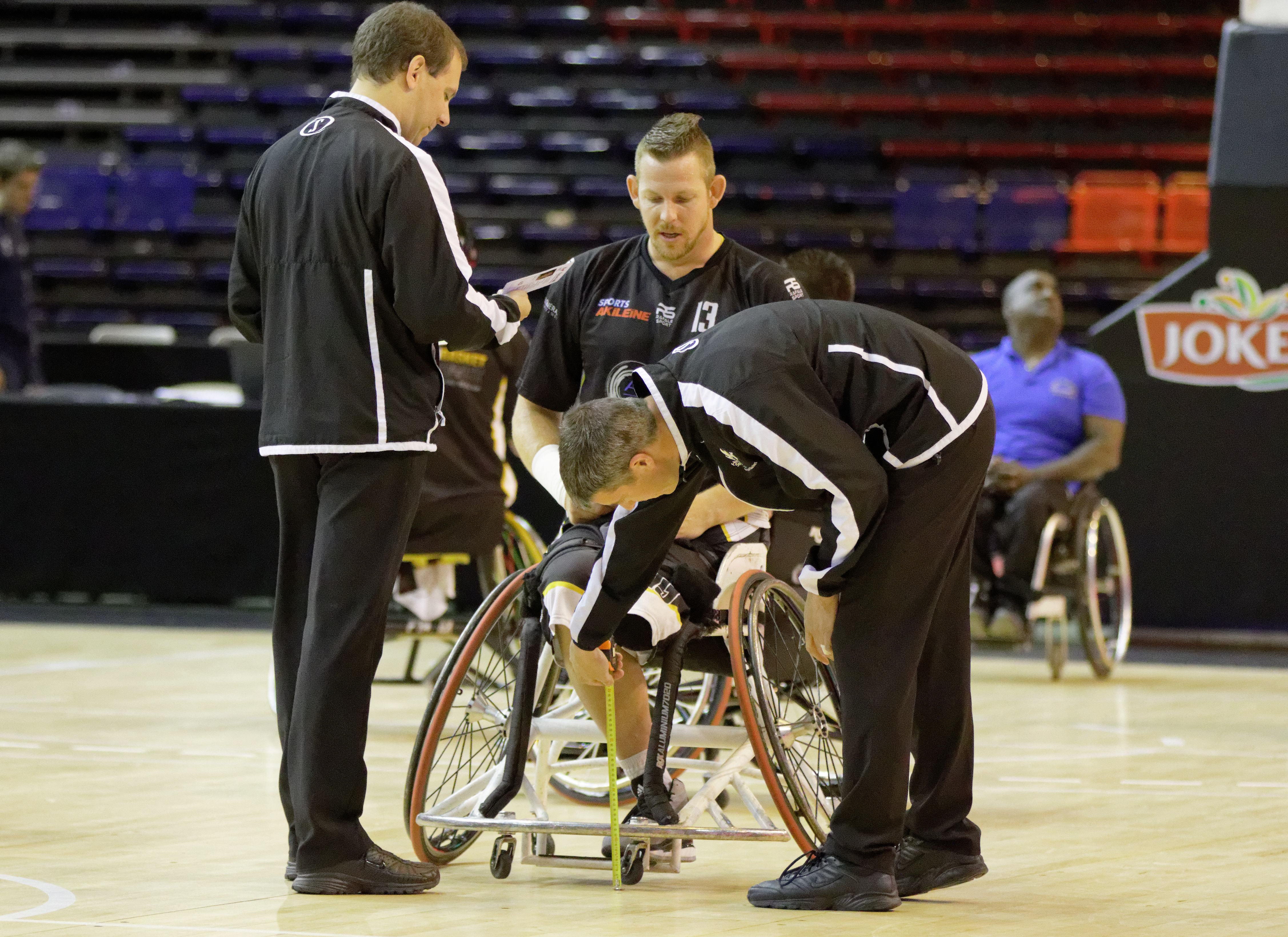
Vérification du matériel avant Le Cannet vs Meaux, finale de coupe de France 2015.

Les fauteuils roulants de compétition doivent être conformes à des normes édictées par l'IWBF. La hauteur du siège, par exemple, la hauteur du pare-chocs ou le diamètre des roues sont ainsi réglementés. Généralement, les fauteuils roulants utilisés par les athlètes sont conçus spécifiquement pour le basket-ball. Par exemple, l'angle prononcé des roues permet aux joueurs d'effectuer des pivots très rapides, et l'ajout de roulettes anti-bascule à l'arrière du fauteuil roulant lui ajoute beaucoup de stabilité lors des extensions de l'athlète en arrière. Ces innovations dans la conception des fauteuils roulants ont grandement modifié l'allure du sport, en le rendant beaucoup plus rapide, notamment.
Le basket-ball en fauteuil roulant se joue avec un ballon de basket-ball et se déroule sur un terrain de basket-ball classique (paniers, ballon et terrain sont aux dimensions stipulées par les règles FIBA). En particulier, la hauteur des paniers est la même, 3m05.

## Classification des handicaps
Les joueurs de basket-ball en fauteuil roulant sont des handicapés souffrant de lésions de la moelle épinière, d'amputations, d'encéphalite ou d'autres handicaps moteurs.
Les athlètes handicapés moteurs sont classés en catégories selon leurs fonctionnalités. Ils reçoivent entre 1 et 4,5 points. Le joueur avec le plus de points est celui qui a le plus de facilité à se mouvoir, :
| Catégorie  | Observations |
| ---------- | --- |
| Classe 1   | Ces athlètes sans abdominaux ne peuvent exercer une rotation active du tronc. De façon générale, ce sont les paraplégiques de niveau jusqu'à D7 et au-dessus. |
| Classe 2   | Ces athlètes peuvent exécuter une rotation du tronc et développer une stabilité active; soit les paraplégiques de niveau D8 à L1. |
| Classe 3   | Ces athlètes ont une parfaite mobilité dans le plan sagittal, ils peuvent se pencher en avant et se relever sans s'aider de leurs bras. Ce sont de façon générale les paraplégiques de niveau L2 à L4 (le niveau de lésion médullaire n'est donné qu'à titre informatif, nous retrouvons un grand nombre de sportifs avec un autre handicap qu'une paraplégie). |
| Classe 4   | Ces athlètes ont une mobilité active sur le plan sagittal et frontal, et peuvent se pencher sur au moins un côté en associant parfois un mouvement d'abduction de hanches pour maintenir leur équilibre. Ils ont en général un niveau neurologique L5 et en dessous.                                                                                            |
| Classe 4.5 | Amputations et handicaps minimes. Mouvements illimités du tronc (avant-arrière et latéral). Potentiel optimum des fonctions aux rebonds. |

Certains pays placent les athlètes sans handicap (utilisant donc le fauteuil roulant simplement comme objet sportif) en classe 5.
Le nombre total de points de chaque équipe ne peut pas être supérieur en international à 14 points (en additionnant les points des cinq joueurs).
Chaque pays peut faire ses adaptations spécifiques. La France classe par exemple ses joueurs handibasket entre 0.5 et 5 alors que l'Allemagne joue en s'alignant complètement sur l'IWBF.

## Compétitions
Les Jeux paralympiques et les Championnats du monde, suivis des championnats continentaux respectifs (Coupe d'Europe des clubs, Jeux parapanaméricains, etc.) sont considérés comme les compétitions les plus importantes.

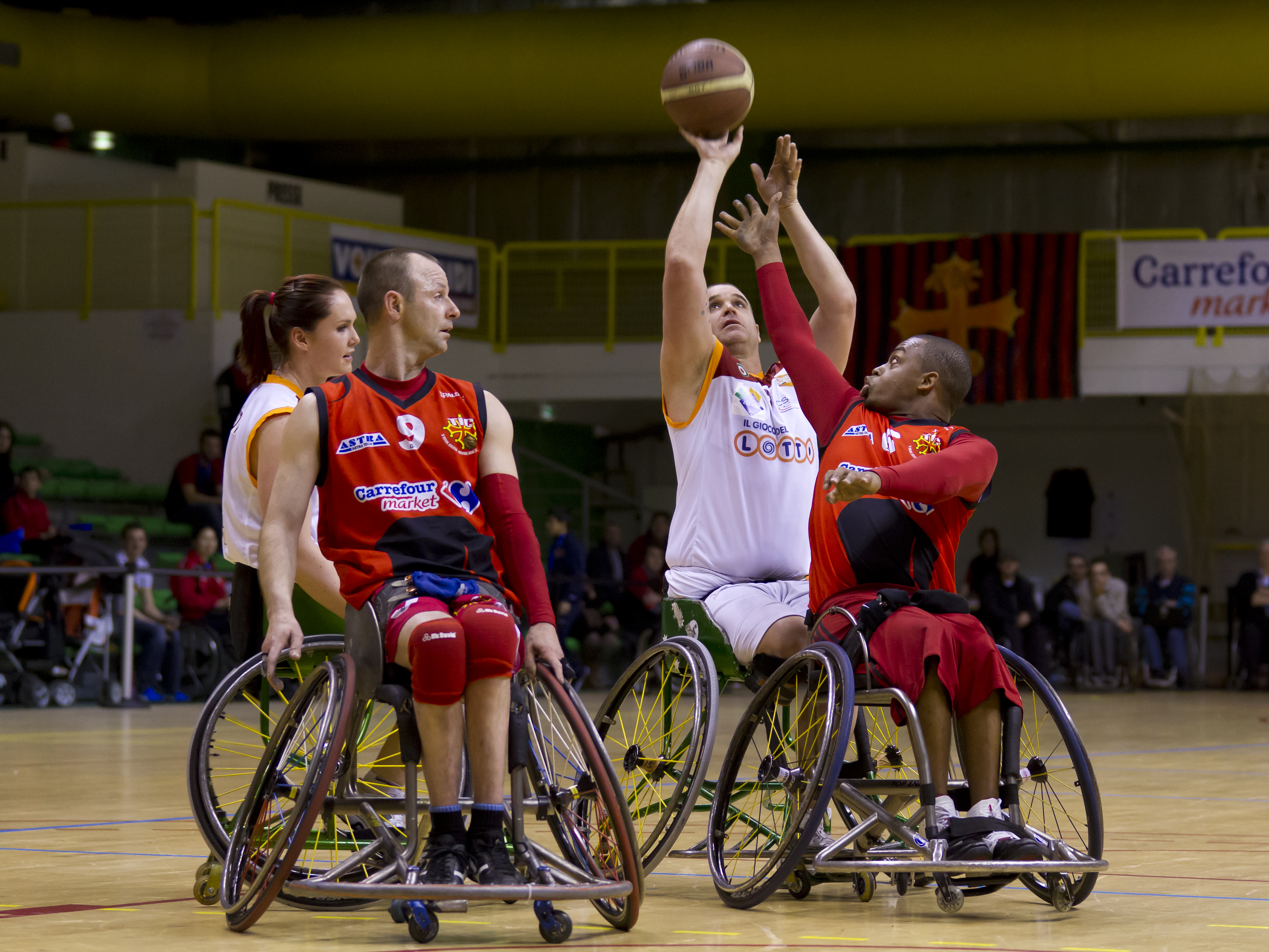
Match du premier tour de l'Euroligue 2012 entre Lottomatica Elecom Sport Roma et Toulouse IC, au gymnase Compans-Caffarelli de Toulouse.

Le basket-ball en fauteuil roulant est un sport paralympique officiel depuis les Jeux paralympiques de 1960 à Rome, qui sont les premiers Jeux paralympiques à avoir été organisés. Les compétitions féminines de basket-ball en fauteuil roulant firent leur apparition aux Jeux paralympiques de Tel Aviv en 1968.
Chez les hommes, les États-Unis sont l'équipe de basket-ball en fauteuil roulant comptant le plus de médailles dans l'histoire des Jeux paralympiques. L'équipe américaine a remporté cinq médailles d’or, une médaille d’argent et trois de bronze. Toutefois les Jeux paralympiques de 2004 et 2008 se sont avérés frustrants pour les États-Unis en raison de la progression du talent chez l'Australie et le Canada.
Chez les femmes, le Canada est l'une des deux équipes nationales les plus couronnées dans l’histoire du basket-ball féminin en fauteuil roulant. L'équipe canadienne est la seule équipe de basket-ball féminin en fauteuil roulant qui ait remporté trois médailles d’or paralympiques consécutives (en 1992, 1996 et 2000). Depuis les Jeux paralympiques de Barcelone en 1992, l'équipe féminine du Canada est demeurée pratiquement invaincue pendant toute la décennie des années 1990. Par la suite, ce sont les États-Unis qui ont dominé avec des médailles d'or remportées aux Jeux paralympiques de 2004 et 2008, au Championnat du monde de 2010 et aux Jeux parapanaméricains de 2007 et 2011.
En 2011, la France est représentée par une équipe masculine, qui fut championne paralympique en 1984 et championne du monde 1990 notamment (vice-championne du monde en 2010 et de multiples fois championne d'Europe) et par une équipe féminine aux championnats d'Europe en Israël. L'équipe masculine est éliminée en huitièmes de finale par l'Allemagne sur le score de 47 à 55. L'équipe féminine accède aux quarts de finale en battant l'Espagne avec un score de 56 à 42 et se qualifie ainsi pour les jeux paralympiques de Londres de 2012. La Fédération française handisport a reçu délégation le 31 décembre 2016 du ministère des Sports pour gérer le basket-ball en fauteuil roulant.

Le basket-ball en fauteuil roulant est un des sept sports des premiers Jeux paralympiques africains qui devaient se dérouler à Rabat au Maroc en 2020.

## Bande dessinée
Le manga Real se déroule dans le milieu du basket-ball en fauteuil roulant : plusieurs joueurs de basket deviennent handicapés à la suite de différents accidents (maladie, vélo) ; on voit l'épreuve que cela représente pour chacun d'eux et comment ils deviennent « accros » au handi-basket. On y voit leur volonté de gagner.